# Kalliokoski (Kotka)
Kalliokoski est un quartier de Kotka en Finlande.

## Présentation
Kalliokoski est situé sur Kotkansaari à l'ouest du centre de l'ancien bourg de Karhula.
Kalliokoski est principalement construit de maisons individuelles. 
Kalliokoski abrite l'école de Kyminkartano à côté de laquelle se trouve un immeuble résidentiel. 
Au nord de Kalliokoski s'élève le mont Äijänvuori, qui se situe à 56 mètres d'altitude.
Le sentier de randonnée Äijänvuorenkuntoraitta fait le tour d'Äijänvuori.

## Transports
Kalliokoski est desservi par les lignes de bus :